# Championnat d'Afrique des nations féminin de handball 1983
Navigation
Championnat d'Afrique des Nations 1981 Championnat d'Afrique des Nations 1985
La 5e édition du Championnat d'Afrique des nations féminin de handball a eu lieu au Caire (Égypte) du 22 au 31 juillet 1983 Le tournoi réunit les meilleures équipes masculines et féminines de handball en Afrique.

## Phase de groupes

### Groupe A
|   | Équipe        | Pts | J | G | N | P | Bp | Bc | Diff |
| - | ------------- | --- | - | - | - | - | -- | -- | ---- |
| 1 | Côte d'Ivoire | 6   | 3 | 3 | 0 | 0 | 64 | 47 | 17   |
| 2 | RP Congo      | 4   | 3 | 2 | 0 | 1 | 66 | 47 | 19   |
| 3 | Angola        | 2   | 3 | 1 | 0 | 2 | 45 | 60 | -15  |
| 4 | Égypte        | 0   | 3 | 0 | 0 | 3 | 48 | 69 | -21  |

| Date            | Nation 1      | Score   | Nation 2 |
| --------------- | ------------- | ------- | -------- |
| 23 juillet 1983 | RP Congo      | 22 – 12 | Angola   |
| 24 juillet 1983 | Côte d'Ivoire | 19 – 13 | Angola   |
| 26 juillet 1983 | Côte d'Ivoire | 23 – 16 | Égypte   |
| 27 juillet 1983 | RP Congo      | 26 – 13 | Égypte   |
| 28 juillet 1983 | Côte d'Ivoire | 22 – 18 | RP Congo |
| 28 juillet 1983 | Angola        | 20 – 19 | Égypte   |

### Groupe B
|   | Équipe   | Pts | J | G | N | P | Bp | Bc | Diff |
| - | -------- | --- | - | - | - | - | -- | -- | ---- |
| 1 | Cameroun | 7   | 4 | 3 | 1 | 0 | 87 | 61 | 26   |
| 2 | Nigeria  | 7   | 4 | 3 | 1 | 0 | 69 | 54 | 15   |
| 3 | Tunisie  | 4   | 4 | 2 | 0 | 2 | 00 | 00 |      |
| 4 | Algérie  | 2   | 4 | 1 | 0 | 3 | 61 | 68 | -7   |
| 5 | Gabon    | 0   | 4 | 0 | 0 | 4 | 00 | 00 |      |

| Date            | Nation 1 | Score   | Nation 2 |
| --------------- | -------- | ------- | -------- |
| 23 juillet 1983 | Algérie  | 21 – 11 | Gabon    |
| 23 juillet 1983 | Cameroun | 20 – 19 | Tunisie  |
| 24 juillet 1983 | Tunisie  | ?? – ?? | Gabon    |
| 24 juillet 1983 | Cameroun | 18 – 18 | Nigeria  |
| 26 juillet 1983 | Nigeria  | 16 – 11 | Algérie  |
| 26 juillet 1983 | Cameroun | 26 – 8  | Gabon    |
| 27 juillet 1983 | Nigeria  | 18 – 11 | Gabon    |
| 27 juillet 1983 | Tunisie  | 18 – 13 | Algérie  |
| 28 juillet 1983 | Cameroun | 23 – 16 | Algérie  |
| 28 juillet 1983 | Nigeria  | 17 – 14 | Tunisie  |

## Phase finale
Les matchs sont disputées dans la salle de la police au Caire :
|  | Demi-finales    | Demi-finales    |                        |    | Finale          | Finale          |
|  | Demi-finales    | Demi-finales    |                        |    | Finale          | Finale          |
|  |                 |                 |                        |    |                 |                 |
|  | 29 juillet 1983 | 29 juillet 1983 |                        |    | 31 juillet 1983 | 31 juillet 1983 |
|  | 29 juillet 1983 | 29 juillet 1983 |                        |    | 31 juillet 1983 | 31 juillet 1983 |
|  | RP Congo        | ??              |                        |    | 31 juillet 1983 | 31 juillet 1983 |
|  | RP Congo        | ??              |                        |    | 31 juillet 1983 | 31 juillet 1983 |
|  | Cameroun        | ??              |                        |    | 31 juillet 1983 | 31 juillet 1983 |
|  | Cameroun        | ??              | RP Congo               | 28 |                 |                 |
|  | 29 juillet 1983 |                 | RP Congo               | 28 |                 |                 |
|  |                 | Nigeria         | 14                     |    |                 |                 |
|  | Nigeria         | Nigeria         | 14                     | ?? |                 |                 |
|  | Nigeria         |                 |                        | ?? |                 |                 |
|  | Côte d'Ivoire   | ??              |                        |    |                 |                 |
|  | Côte d'Ivoire   | ??              | Match pour la 3e place |    |                 |                 |
|  |                 |                 |                        |    |                 |                 |
|  | 31 juillet 1983 |                 |                        |    |                 |                 |
|  |                 |                 |                        |    |                 |                 |
|  | Cameroun        | 25              |                        |    |                 |                 |
|  | Cameroun        | 25              |                        |    |                 |                 |
|  | Côte d'Ivoire   | 13              |                        |    |                 |                 |
|  | Côte d'Ivoire   | 13              |                        |    |                 |                 |

### Matchs de classement
| Match                  | Date            | Nation 1 | Score   | Nation 2 |
| ---------------------- | --------------- | -------- | ------- | -------- |
| Match pour la 5e place | 30 juillet 1983 | Tunisie  | ?? – ?? | Angola   |
| Match pour la 7e place | 30 juillet 1983 | Algérie  | 25 – 20 | Égypte   |

## Classement final
| Classement                  | Pays          |
| --------------------------- | ------------- |
| Médaille d'or, Afrique      | RP Congo      |
| Médaille d'argent, Afrique  | Nigeria       |
| Médaille de bronze, Afrique | Cameroun      |
| 4                           | Côte d'Ivoire |
| 5                           | Tunisie       |
| 6                           | Angola        |
| 7                           | Algérie       |
| 8                           | Égypte        |
| 9                           | Gabon         |